# Ludovico Antonio Muratori
Ludovico Antonio Muratori, född 21 oktober 1672 i Vignola, död 23 januari 1750 i Modena, var en italiensk historiker, bibliotekarie och arkivarie. 

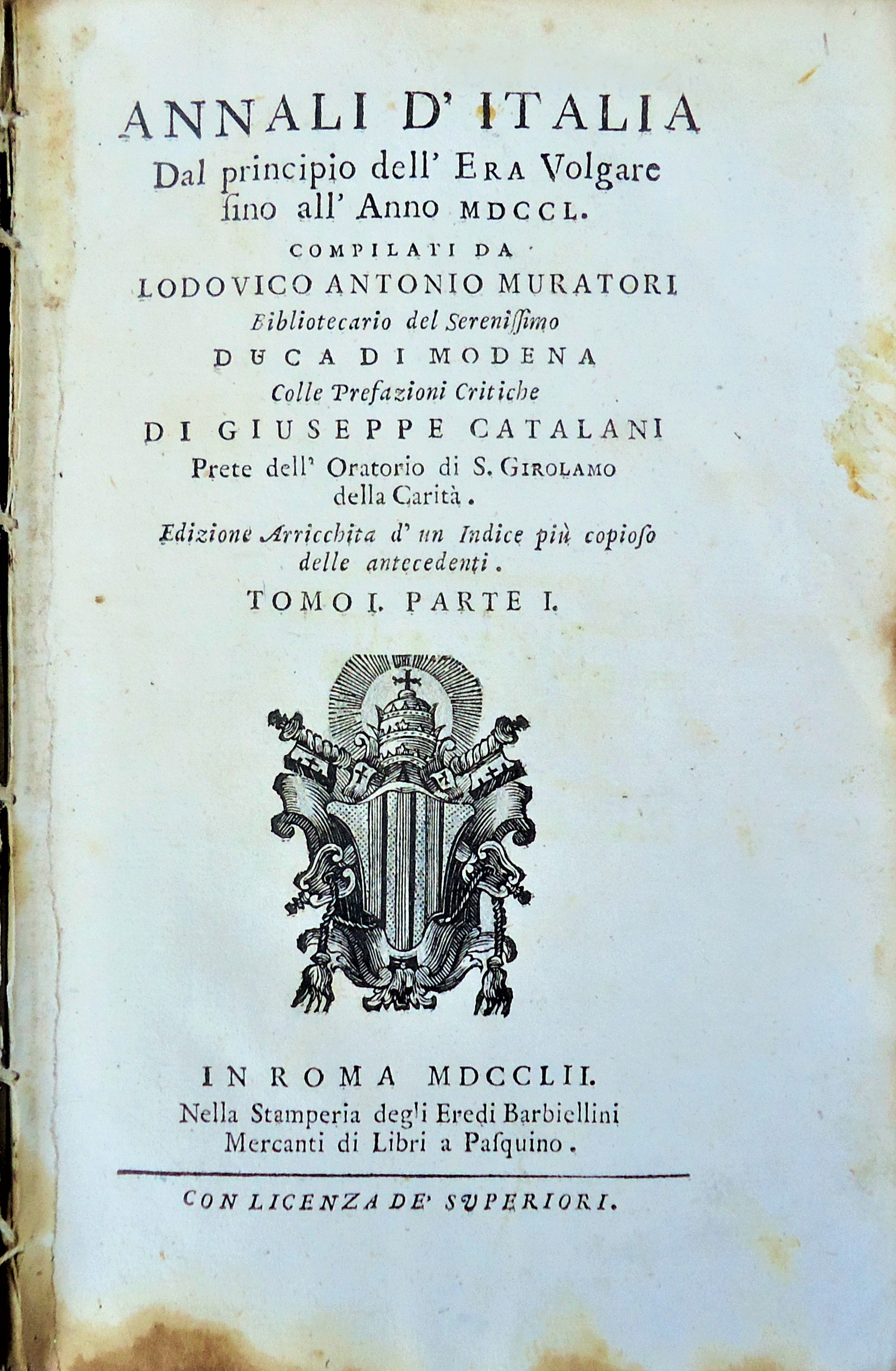
Lodovico Antonio Muratori, Annali d'Italia, Rom 1752.

Muratori blev 1695 konservator vid Ambrosianska biblioteket i Milano samt 1700 hertiglig bibliotekarie och arkivarie i Modena. Han var prästvigd men kom mot slutet av sitt liv i konflikt med jesuiterna för frisinnade yttranden. Genom sina flitiga forskningar i arkiv och bibliotek skänkte han viktiga bidrag åt flera vetenskapsgrenar, särskilt åt bibelexegesen (han publicerade bland annat det efter honom uppkallade Muratoriska fragmentet) och Italiens historia. År 1717 invaldes Muratori på förslag från Isaac Newton som ledamot av Royal Society.
Av Muratoris skrifter kan nämnas Rerum italicarum scriptores præcipui (25 band, 1723–1751), Antiquitates italicæ medii ævi (sex band, 1738–1742), Novus thesaurus veterum inscriptionum (fyra band, 1739–1742) och Annali d'Italia (12 band, 1744–1749). En större samling av hans arbeten utkom i 48 band 1790–1810. Hans brevväxling (Epistolario di Ludovico Antonio Muratori) utgavs av Matteo Campori (flera band, 1901 ff.).